# Woodham Walter
Woodham Walter – wieś i civil parish w Anglii, w hrabstwie Essex, w dystrykcie Maldon. Leży 10 km na wschód od miasta Chelmsford i 58 km na północny wschód od Londynu. W 2011 roku civil parish liczyła 532 mieszkańców. Woodham Walter jest wspomniana w Domesday Book (1086) jako Wdeham.